# Улица Водной Заставы
Улица Водной Заставы — улица в старой части Выборга, пролегающая от улицы Северный Вал до Крепостной улицы и пересекающая Прогонную улицу.

## История
Одна из старейших улиц Выборга. Ведёт историю с XV века, когда в первоначальной хаотичной застройке города сформировалась Крестовая, или Поперечная, улица, очертаниями напоминавшая латинскую букву S. Она была застроена, в основном, деревянными бюргерскими домами.
В 1640 году шведским инженером А. Торстенсоном с помощью землемера А. Стренга был составлен первый регулярный план шведского Выборга, согласно которому город разделялся на кварталы правильной геометрической формы прямыми улицами, ширина которых, в основном, была равна 8,5 метров. По новому плану выпрямленная северная часть Крестовой улицы была преобразована в улицу Ваттенпортсгатан (швед. Wattenportsgatan «улица Водных ворот»). Она была ориентирована на бастион Вассерпорт (башню Водной заставы) Каменного города — городской стены с башнями и воротами. Через ворота горожане ходили на берег за водой — отсюда и название, в разных вариантах дошедшее до наших дней. Улица стала застраиваться каменными домами. А так как каменное здание бывшей монастырской школы «Серых братьев» было построено раньше перепланировки, то оно оказалось под углом к улице, и к нему было пристроено помещение, «подгоняющее» дом до новой границы квартала. В связи с тем, что план Торстенсона не учитывал городской рельеф, характерной особенностью улицы стал крутой подъём. Перспективу улицы, поднимающейся в гору, завершает бывшая соборная колокольня.

Схематическое изображение Выборга до перепланировки XVII века
Первый регулярный план Выборга

После взятия Выборга русскими войсками в 1710 году на русских картах улица обычно именовалась Четвёртым переулком (при этом Первым переулком была нынешняя Красноармейская улица, Вторым — Краснофлотская улица, Третьим — улица Новой Заставы, а Пятым — Подгорная улица). Она застраивалась домами в стиле русского классицизма — такими, как дом Валя.
В 1812 году Финляндская губерния, переименованная в Выборгскую, была присоединена к Великому княжеству Финляндскому в составе Российской империи, в результате чего языком официального делопроизводства в губернии снова стал шведский. На шведских картах того времени переулок вначале стал «Первым»: швед. 1 Catharinatvärgatan — «Первая пересекающая Екатерининскую улицу» («Вторым переулком» в тот период была Краснофлотская улица, а «Третьим» — нынешняя Пионерская улица). Позже возвращается название «Vattenportsgatan» (на русских картах — улица Водных ворот), несмотря на то, что устаревшие укрепления Каменного города и Рогатой крепости были снесены во второй половине XIX века в соответствии с городским планом, разработанным в 1861 году выборгским губернским землемером Б. О. Нюмальмом. Открылся выход улицы к Выборгскому заливу, и в качестве заметного элемента нового морского фасада Выборга был выстроен богато украшенный доходный дом Хакмана, ставший самым внушительным зданием на улице. Благодаря эффектному виду на Часовую башню в середине XIX века улице присвоили почётный титул «самая красивая улица Финляндии».
После введения в 1860-х годах в официальное делопроизводство Великого княжества финского языка получили распространение финноязычные карты Выборга, на которых улица именовалась фин. Vesiportinkatu; с провозглашением независимости Финляндии финский вариант названия стал официальным.
Застройка улицы пострадала в результате советско-финских войн (1939—1944). В период вхождения Выборга в состав Карело-Финской ССР в 1940—1941 годах, когда использовались таблички и вывески на двух языках, по-русски улица стала именоваться улицей Водной Заставы. С 1944 года, после передачи Выборга в состав Ленинградской области, русское название стало единственным официальным. С 2008 года, после разделения всей территории Выборга на микрорайоны, улица Водной Заставы относится к Центральному микрорайону города.

## Улица в искусстве
Улица со средневековым колоритом и частично сохранившейся булыжной мостовой неоднократно выступала в качестве объекта киносъёмок исторических фильмов (например, «О возвращении забыть»).
Вид на Часовую башню — один из излюбленных художниками сюжетов для изображений на картинах и открытках.

## Галерея

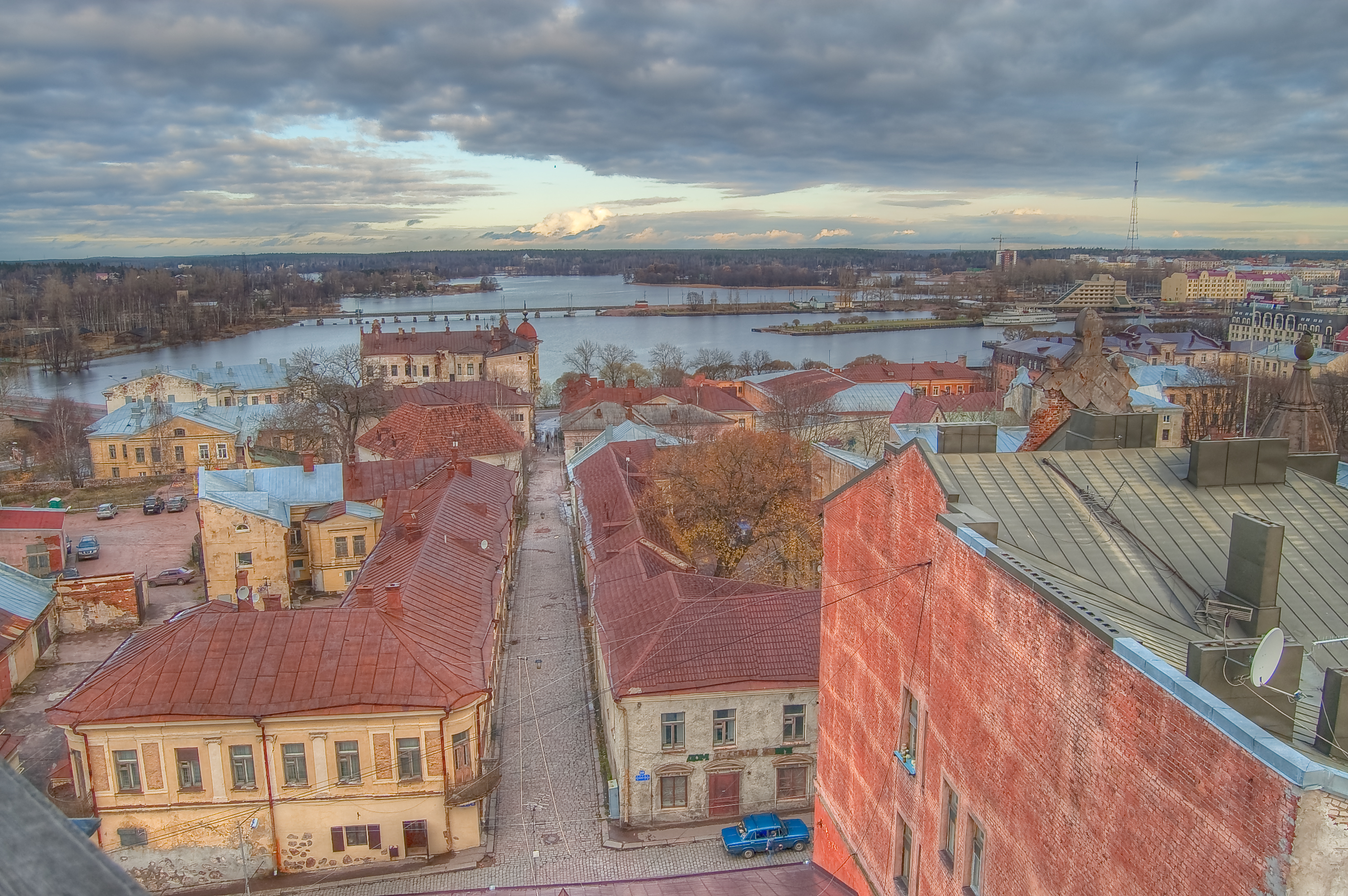
Вид с южной стороны
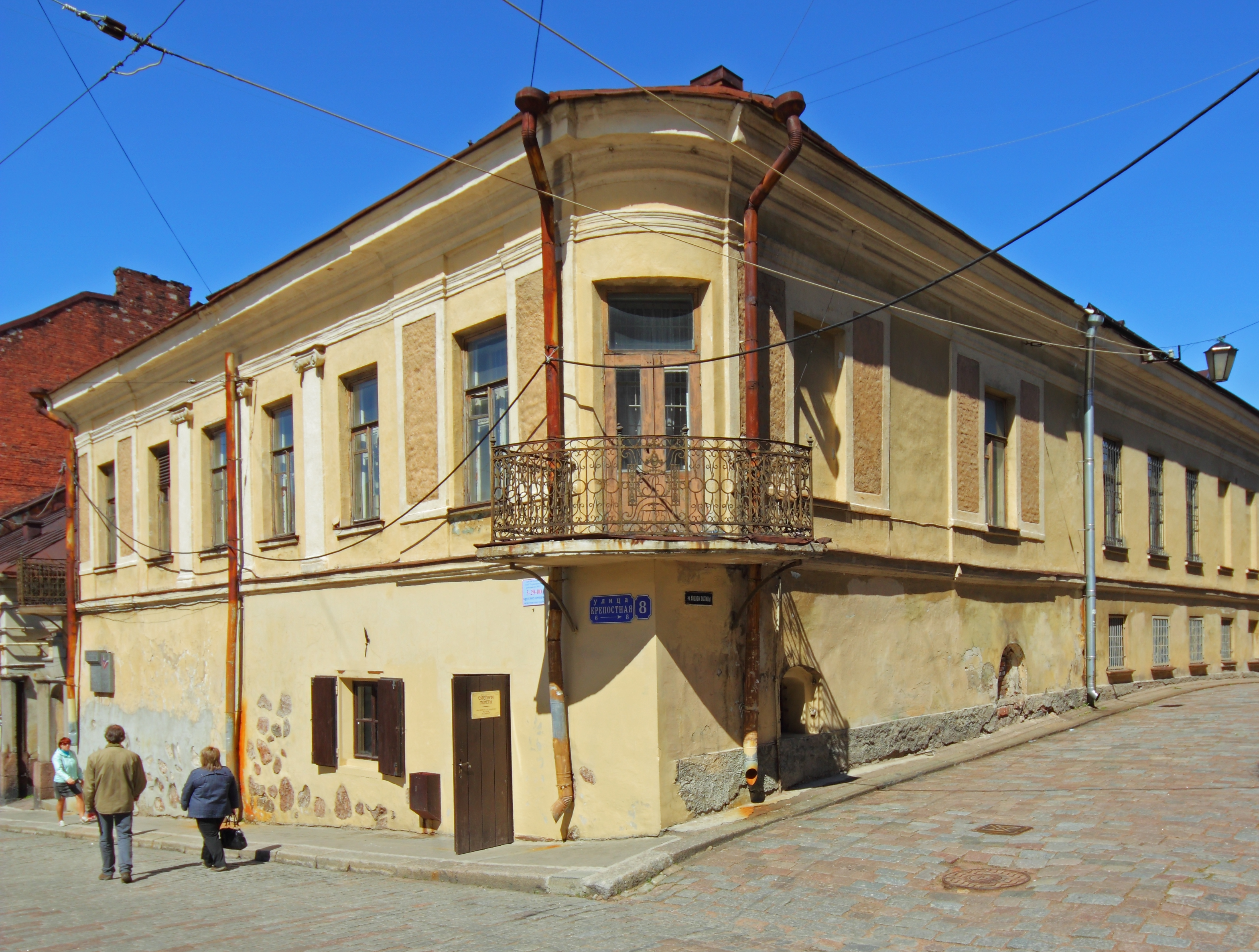
Дом Валя на перекрёстке с Крепостной улицей
Вид на Часовую башню с северной стороны
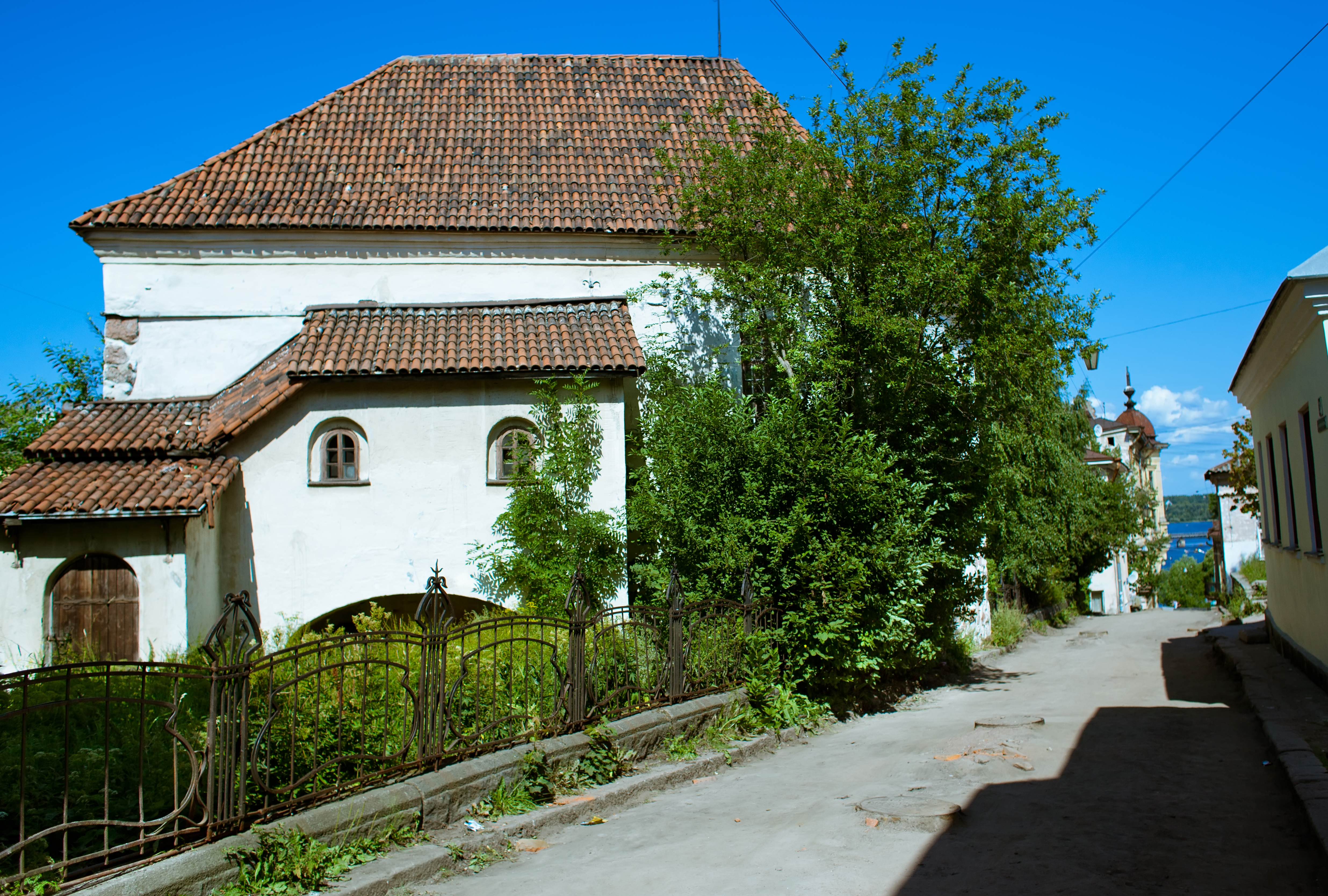
Рыцарский дом (костёл Гиацинта)
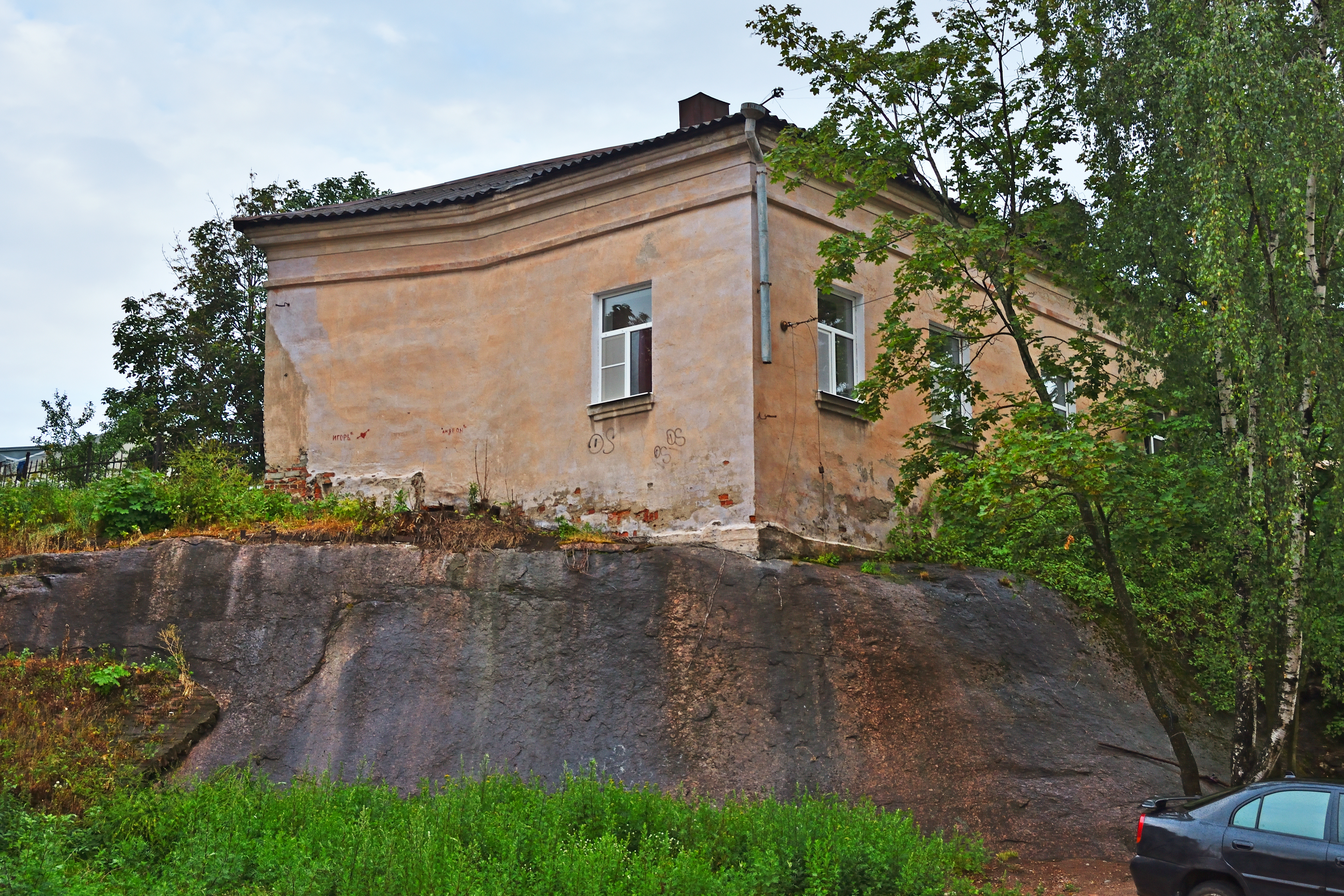
Дом на скале
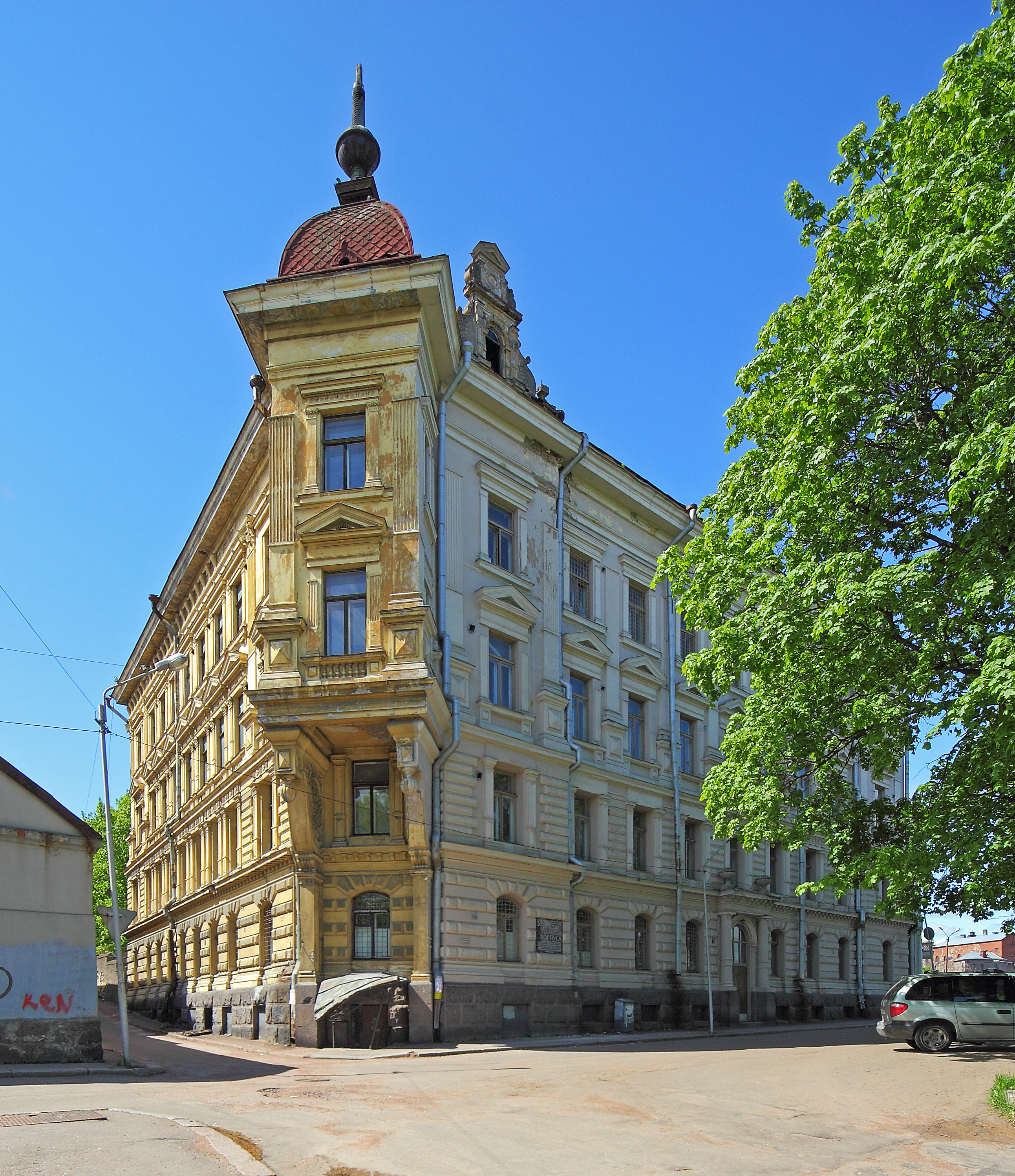
Угловой дом Хакмана на перекрёстке с улицей Северный Вал